# Scala superlocria

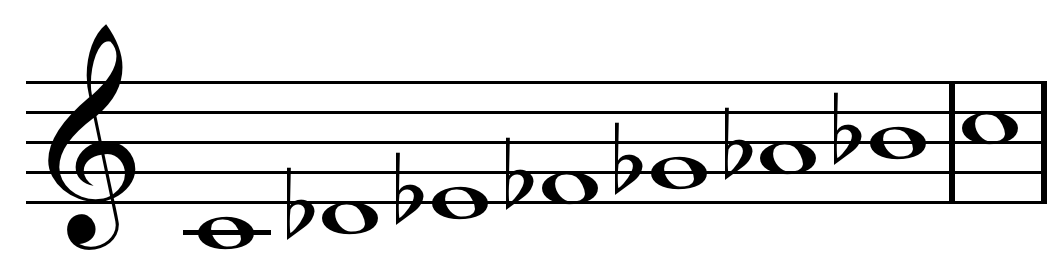
Scala superlocria di Do.

La scala superlocria o modo superlocrio è una scala costruita sul settimo grado di una scala minore melodica bachiana. È una scala usata soprattutto in ambito jazzistico ed è utilizzata solitamente su un accordo di settima dominante con la quinta alterata (esempio: Do7alt).
Per esempio: su una scala minore melodica di DO (Do Re Mib Fa Sol La Si) ricaveremo la superlocria partendo dalla settima nota: Si Do Re Mib Fa Sol La

## Come costruire una scala superlocria
La scala superlocria è così formata:
```
I           IIb       IIIb          IVb        Vb        VIb       VIIb        I(VIII)
   Semitono     Tono       Semitono      Tono      Tono       Tono       Tono
Si          Do        Re            Mib        Fa        Sol        La         Si
```

Ad esempio, partendo dalla nota do si avrà: Do, Re♭, Mi♭, Fa♭, Sol♭, La♭, Si♭.
La scala superlocria può anche essere vista come una scala locria a cui sia stato diminuito il quarto grado (o, per estensione, come una scala frigia a cui siano stati diminuiti sia il quarto sia il quinto grado), oppure come una scala minore melodica suonata un semitono sopra (es: superlocria di DO = a minore melodica di do#).
Le alterazioni saranno dunque : ♭9, #9, ♭5 (#11), #5 (o ♭13). Il quarto grado della scala (b4) prende funzione di terza maggiore. 
Ad esempio, nell'accordo di DO7alterato : Do, Re♭, Re#, Mi (Fa♭), Sol♭ (o Fa#), Sol# (o La♭), Si♭. 